# Jack Northrop
John Knudsen Northrop, detto Jack (Newark, 10 novembre 1895 – Glendale, 18 febbraio 1981), è stato un imprenditore statunitense.
Cofondò la Lockheed Corporation nel 1927. Fu il fondatore ed eponimo della Northrop Corporation nel 1939.

## Ingresso nell'aviazione
La prima occupazione di Northrop nell'aviazione fu il lavoro per la Loughead Aircraft Manufacturing Company (più tardi Lockheed Corporation) nel 1916.  Nel 1923, Northrop fu assunto alla Douglas Aircraft Company. Divenne ingegnere capo, ma in seguito tornò alla Loughead (ora chiamata Lockheed). Durante la sua seconda permanenza in tale azienda, lavorò sul Lockheed Vega, l'aereo da trasporto civile pilotato da Amelia Earhart.

## Fondazione della società
Nel 1928, Northrop si mise in proprio, fondando la Avion Corporation, che Northrop fu costretto a vendere alla United Aircraft and Transport Corporation nel 1930.  Nel 1932, Northrop, sostenuto da Donald Douglas della Douglas Aircraft, fondò un'altra società, la Northrop Corporation, a El Segundo, California. Questa società realizzò due monoplani di grande successo, il Northrop Gamma e il Northrop Delta.
Entro il 1939, la Northrop Corporation era diventata una filiale della Douglas, così Northrop fondò un'altra società omonima completamente indipendente a Hawthorne, California, luogo trovato da Moye Stephens, uno dei cofondatori. Lavorando in questa società, Northrop si concentrò sul design ad ala volante, che riteneva fosse il prossimo grande passo nella progettazione aeronautica. Produsse numerose ali volanti, inclusi il Northrop N-1M, il Northrop N-9M, il Northrop YB-35 e il Northrop YB-49.

## Riconoscimenti
Nel 1947 ricevette la St Louis Medal dalla American Society of Mechanical Engineers per il 
 L'investitura nella International Aerospace Hall of Fame arrivò nel 1972 e nella Aviation Hall of Fame nel 1974. Il bombardiere stealth B-2 Spirit possiede la stessa apertura alare dell'ala volante a reazione di Jack Northrop, il YB-49.